# Onosma leucocarpum
Onosma leucocarpum är en strävbladig växtart som beskrevs av Popov apud Levin. Onosma leucocarpum ingår i släktet Onosma och familjen strävbladiga växter. Inga underarter finns listade i Catalogue of Life.